# Брюс Грінвуд
Брюс Грінвуд (англ. Bruce Greenwood; нар. 12 серпня 1956) — канадський актор.

## Біографія
Брюс Грінвуд народився 12 серпня 1956 року в місті Руен-Норанда провінція Квебек, Канада. Мати Мері Сільвія Ледінгем — медсестра, батько Г'ю Джон Грінвуд — геолог і вчитель. Дитинство Брюса пройшло в Принстоні. Після закінчення школи Брюс Грінвуд вивчає філософію й економіку в університеті Британської Колумбії. Під час навчання зацікавився акторською майстерністю, грав у Ванкуверскому театрі.
Кінодебют відбувся у фільмі «Острів Ведмежий» (1979). Із цього ж року Гринвуд починає зніматися в телесеріалах: «Автостопщик», «Джессі», «Метлок», «Людина нізвідки» та інші.
Брюс Грінвуд у 1985 році одружився зі Сьюзен Девлін.

## Фільмографія
| Рік       |    | Українська назва                            | Оригінальна назва                                   | Роль                     |
| --------- | -- | ------------------------------------------- | --------------------------------------------------- | ------------------------ |
| 1979      | ф  | Острів Ведмежий                             | Bear Island                                         | технік                   |
| 1980      | с  | Гекльберрі Фінн і його друзі                | Huckleberry Finn and His Friends                    | Боб Грандерфорд          |
| 1982      | ф  | Рембо: Перша кров                           | First Blood                                         | Guardsman #5             |
| 1983      | с  | Автостопщик                                 | The Hitchhiker                                      | Джефф Бордер             |
| 1984      | с  | Джессі                                      | Jessie                                              | детектив Рой Мосс        |
| 1985      | тф | Пейтон Плейс: Наступне покоління            | Peyton Place: The Next Generation                   | Дена Гаррінгтон          |
| 1985      | тф | Гора Страйкера                              | Striker's Mountain                                  | Пол Страйкер             |
| 1986      | с  | Небезпечна затока                           | Danger Bay                                          | Джефф Сторей / Сем Гейес |
| 1986—1988 | с  | Сент-Елсвер                                 | St. Elsewhere                                       | доктор Сет Гріффін       |
| 1987      | с  | Метлок                                      | Matlock                                             | Мітчелл Гордон           |
| 1987      | с  | Джейк і товстун                             | Jake and the Fatman                                 | Карсон Ворфілд           |
| 1987      | тф | Пункт призначення — Америка                 | Destination America                                 | Корбер Сент-Джеймс V     |
| 1989      | ф  | Ще один шанс                                | Another Chance                                      | Джон Ріплі               |
| 1989      | ф  | Дика орхідея                                | Wild Orchid                                         | Джером Макфарланд        |
| 1989      | тф | Перрі Мейсон: Справа зоряного вбивці        | Perry Mason: The Case of the All-Star Assassin      | Стюарт Гортон            |
| 1990      | тф | Літні мрії: Історія групи Beach Boys        | Summer Dreams: The Story of the Beach Boys          | Денніс Вілсон            |
| 1990      | тф | Маленькі викрадачі                          | The Little Kidnappers                               | Віллем Гуфт              |
| 1991      | тф | Великий самозванець                         | The Great Pretender                                 | Ерлі Бреттіган           |
| 1991      | тф | Ідеальні злочини                            | Perfect Crimes                                      | Фолкнер                  |
| 1991      | с  | Вероніка Клер                               | Veronica Clare                                      | лейтенант Гіл Рід        |
| 1991—1992 | с  | Тиха пристань                               | Knots Landing                                       | Пірс Лоутон              |
| 1992      | ф  | Пасажир 57                                  | Passenger 57                                        | Стюарт Ремсі             |
| 1993      | тф | Ріо Діабло                                  | Rio Diablo                                          | Джервіс Вокер            |
| 1993      | тф | У дрейфі                                    | Adrift                                              | Нік Терріо               |
| 1993      | тф | Жінка в бігах: Історія Лауренсії Бембенек   | Woman on the Run: The Lawrencia Bembenek Story      | Фред Шультц              |
| 1994      | с  | Хардбол                                     | Hardball                                            | Дейв Логан               |
| 1994      | с  | Дорога в Ейвонлі                            | Road to Avonlea                                     | Калеб Стокес             |
| 1994      | тф | Гірка помста                                | Bitter Vengeance                                    | Джек Вестфорд            |
| 1994      | тф | Серце дитини                                | Heart of a Child                                    | Фред Шоутен              |
| 1994      | тф | Підступні красуні                           | Treacherous Beauties                                | Джейсон Голістер         |
| 1994      | тф | Супутник життя                              | The Companion                                       | Джеффрі                  |
| 1995      | тф | Наомі і Вайнона: Любов може побудувати міст | Naomi & Wynonna: Love Can Build a Bridge            | Ларрі Стрікленд          |
| 1995      | тф | Очаровашка                                  | Dazzle                                              | Кейсі Нельсон            |
| 1995      | тф | Благословення                               | Mixed Blessings                                     | Енді Дуглас              |
| 1995—1996 | с  | Людина нізвідки                             | Nowhere Man                                         | Томас Вейл               |
| 1997      | тф | Не треба таємниць                           | Tell Me No Secrets                                  | Дон Шоу                  |
| 1997      | тф | Абсолютна правда                            | The Absolute Truth                                  | Джек Слотер              |
| 1997      | ф  | День батька                                 | Fathers' Day                                        | Боб Ендрюс               |
| 1997—1998 | с  | Шоу Ларрі Сандерса                          | The Larry Sanders Show                              | Роджер Бінгем            |
| 1997—1998 | с  | Мисливці за сновидіннями                    | Sleepwalkers                                        | доктор Натан Бредфорд    |
| 1998      | тф | Колір відваги                               | The Color of Courage                                | Бенджамін Сайпс          |
| 1999      | ф  | Хитрий злодій                               | Thick as Thieves                                    | Бо                       |
| 1999      | ф  | Подвійний прорахунок                        | Double Jeopardy                                     | Нік                      |
| 1999      | тф | Збирач душ                                  | The Soul Collector                                  | Захаріа                  |
| 2000      | в  | Ланцюг                                      | Cord                                                | Джек                     |
| 2000      | ф  | Тут на Землі                                | Here on Earth                                       | Ерл Кавано               |
| 2000      | ф  | Правила бою                                 | Rules of Engagement                                 | Білл Сокал               |
| 2000      | ф  | Тринадцять днів                             | Thirteen Days                                       | Джон Ф. Кеннеді          |
| 2001      | тф | Дівчатка у великому місті                   | A Girl Thing                                        | Френк                    |
| 2001      | тф | Тиха гавань                                 | Haven                                               | Майлс Біллінгслі         |
| 2002      | тф | Чудові Емберсони                            | The Magnificent Ambersons                           | Юджин Морган             |
| 2002      | ф  | Глибина                                     | Below                                               | Брайс                    |
| 2003      | ф  | Голлівудські копи                           | Hollywood Homicide                                  | лейтенант Бенні Мако     |
| 2004      | ф  | Я, робот                                    | I, Robot                                            | Лоуренс Робертсон        |
| 2004      | тф | Життя і боротьба                            | The Life                                            | Ерні                     |
| 2004      | тф | Убивство на річці Грін                      | The Riverman                                        | Роберт Кеппел            |
| 2004      | ф  | Розплавлення                                | Meltdown                                            | Том Ші                   |
| 2005      | тф | Рятуючи Моллі                               | Saving Milly                                        | Морт Кондрекі            |
| 2005      | мф | Скажені перегони                            | Racing Stripes                                      | Нолан Волш               |
| 2005      | ф  | Капоте                                      | Capote                                              | Джек Данфі               |
| 2005      | ф  | Найпрудкіший «Індіанець»                    | The World's Fastest Indian                          | Джеррі                   |
| 2006      | ф  | Білий полон                                 | Eight Below                                         | Девіс Маккларен          |
| 2006      | ф  | Дежа Вю                                     | Deja Vu                                             | Джек Маккріді            |
| 2006      | тф | Трон для русалки                            | The Mermaid Chair                                   | Салліван                 |
| 2006      | с  | Клас Титанів                                | Class of the Titans                                 | Чірон                    |
| 2007      | с  | Джон із Цинциннаті                          | John from Cincinnati                                | Мітч Йост                |
| 2007      | ф  | Скарб нації 2: Книга Таємниць               | National Treasure: Book of Secrets                  | Президент                |
| 2007      | ф  | Мене там немає                              | I'm Not There                                       | Кінан Джонс)             |
| 2008      | тф | Бізнес на крові                             | The Summit                                          | Річард Оддерлі           |
| 2008      | тф | Солдат-кіборг                               | Cyborg Soldier                                      | Саймон Гарт              |
| 2009      | ф  | Зоряний шлях                                | Star Trek                                           | капітан Крістофер Пайк   |
| 2009      | тф | Пес по кличці Різдво                        | A Dog Named Christmas                               | Джордж Маккрей           |
| 2010      | мф | Бетмен: Під червоним ковпаком               | Batman: Under the Red Hood                          | Брюс Вейн / Бетмен       |
| 2010—2013 | мс | Молода Справедливість                       | Young Justice                                       | Брюс Вейн / Бетмен       |
| 2010      | ф  | За версією Барні                            | Barney's Version                                    | Блейр                    |
| 2010      | ф  | Вечеря з придурками                         | Dinner for Schmucks                                 | Ленс Фендер              |
| 2011      | ф  | Супер 8                                     | Super 8                                             | Купер                    |
| 2011      | ф  | Камера 213                                  | Cell 213                                            | Ворден                   |
| 2011      | вг | Call of Duty: Modern Warfare 3              | Call of Duty: Modern Warfare 3                      | Overlord                 |
| 2011      | с  | Конан                                       | Conan                                               | Flaming C                |
| 2012      | с  | Річка                                       | The River                                           | доктор Еммет Коул        |
| 2012      | ф  | Битва за свободу                            | For Greater Glory: The True Story of Cristiada      | Двайт Морроу             |
| 2012      | ф  | Місце під соснами                           | The Place Beyond the Pines                          | Білл Кіллкуллен          |
| 2012      | ф  | Рейс                                        | Flight                                              | Чарлі Андерсон           |
| 2013      | ф  | Стартрек: Відплата                          | Star Trek Into Darkness                             | Пайк                     |
| 2013      | ф  | Вузол диявола                               | Devil's Knot                                        | суддя Барнетт            |
| 2013      | тф | Челленджер                                  | The Challenger                                      | генерал Кутіна           |
| 2013      | тф | Західна сторона                             | Westside                                            | Горді Ненс               |
| 2013      | с  | Незрозуміле: Спеціальні матеріали           | The Unexplained Files                               | оповідач                 |
| 2013      | вг | Young Justice: Legacy                       | Young Justice: Legacy                               | Брюс Вейн / Бетмен       |
| 2014      | ф  | Люблю. Назавжди                             | Endless Love                                        | Г'юг Баттерфілд          |
| 2014      | ф  | Хороше вбивство                             | Good Kill                                           | Джек Джонс               |
| 2015      | ф  | Батьки та дочки                             | Fathers and Daughters                               | Вільям                   |
| 2015      | ф  | Правда                                      | Truth                                               | Ендрю Гейворд            |
| 2016      | ф  | Золото                                      | Gold                                                | Марк Генкок              |
| 2016      | ф  | Спектральний аналіз                         | Spectral                                            | генерал Орланд           |
| 2017      | ф  | Вотергейт: Падіння Білого дому              | Mark Felt: The Man Who Brought Down the White House | Сенді Сміт               |
| 2017      | ф  | Секретне досьє                              | The Post                                            | Роберт Мак-Намара        |
| 2017      | ф  | Гра Джералда                                | Gerald's Game                                       | Джералд Берлінгейм       |
| 2017      | ф  | Кодахром                                    | Kodachrome                                          | дядько Дін               |
| 2018—2022 | с  | Ординатор                                   | The Resident                                        | доктор Рендольф Белл     |
| 2019      | ф  | Доктор Сон                                  | Doctor Sleep                                        | Джон Дальтон             |
| 2019      | ф  |                                             | Lie Exposed                                         | Френк                    |
| 2023      | с  | Падіння дому Ашерів                         | The Fall of the House of Usher                      | Родерик Ашер             |